# Augustus Bradford
Augustus Williamson Bradford, född 9 januari 1806 i Bel Air, Maryland, död 1 mars 1881 i Baltimore, Maryland, var en amerikansk politiker. Han var guvernör i delstaten Maryland 1862–1866.
Bradford utexaminerades 1824 från St. Mary's College (numera St. Mary's Seminary and University), studerade sedan juridik och arbetade som advokat. Båda föräldrarna Samuel och Jane Bradford var av engelsk härkomst. Elizabeth Kell, som Bradford år 1835 gifte sig med, var dotter till en domare i Baltimore. Före 1860 var han medlem i whigpartiet utan att vara heltidspolitiker. I presidentvalet 1844 var han dock elektor för Henry Clay.
I guvernörsvalet 1861 besegrade Bradford som unionisternas kandidat demokraten Chew Howard. Bradford efterträdde 1862 Thomas Holliday Hicks som guvernör och efterträddes 1866 av Thomas Swann.
Bradford avled 1881 och gravsattes på Green Mount Cemetery i Baltimore.